# Świrki (rejon dokszycki)
Świrki (biał. Свіркі; ros. Свирки) – wieś na Białorusi, w obwodzie witebskim, w rejonie dokszyckim, w sielsowiecie Parafianowo.

## Historia
W czasach zaborów wieś leżała w gminie Pariafianów, w powiecie wilejskim w guberni wileńskiej Imperium Rosyjskiego.
W dwudziestoleciu międzywojennym wieś leżała w Polsce, w województwie wileńskim, w powiecie duniłowickim, od 1926 w powiecie dziśnieńskim, w gminie Parafianów.
Według Powszechnego Spisu Ludności z 1921 roku zamieszkiwało tu 155 osób, 149 było wyznania rzymskokatolickiego a 6 prawosławnego. Jednocześnie 98 mieszkańców zadeklarowało polską a 57 białoruską przynależność narodową. Było tu 29 budynków mieszkalnych. W 1931 w 29 domach zamieszkiwało 156 osób.
Wierni należeli do parafii rzymskokatolickiej w Parafianowie i prawosławnej w Dokszycach. Miejscowość podlegała pod Sąd Grodzki w Dokszycach i Okręgowy w Wilnie; właściwy urząd pocztowy mieścił się w Parafianowie.